# St-Jean-Baptiste (Jazeneuil)

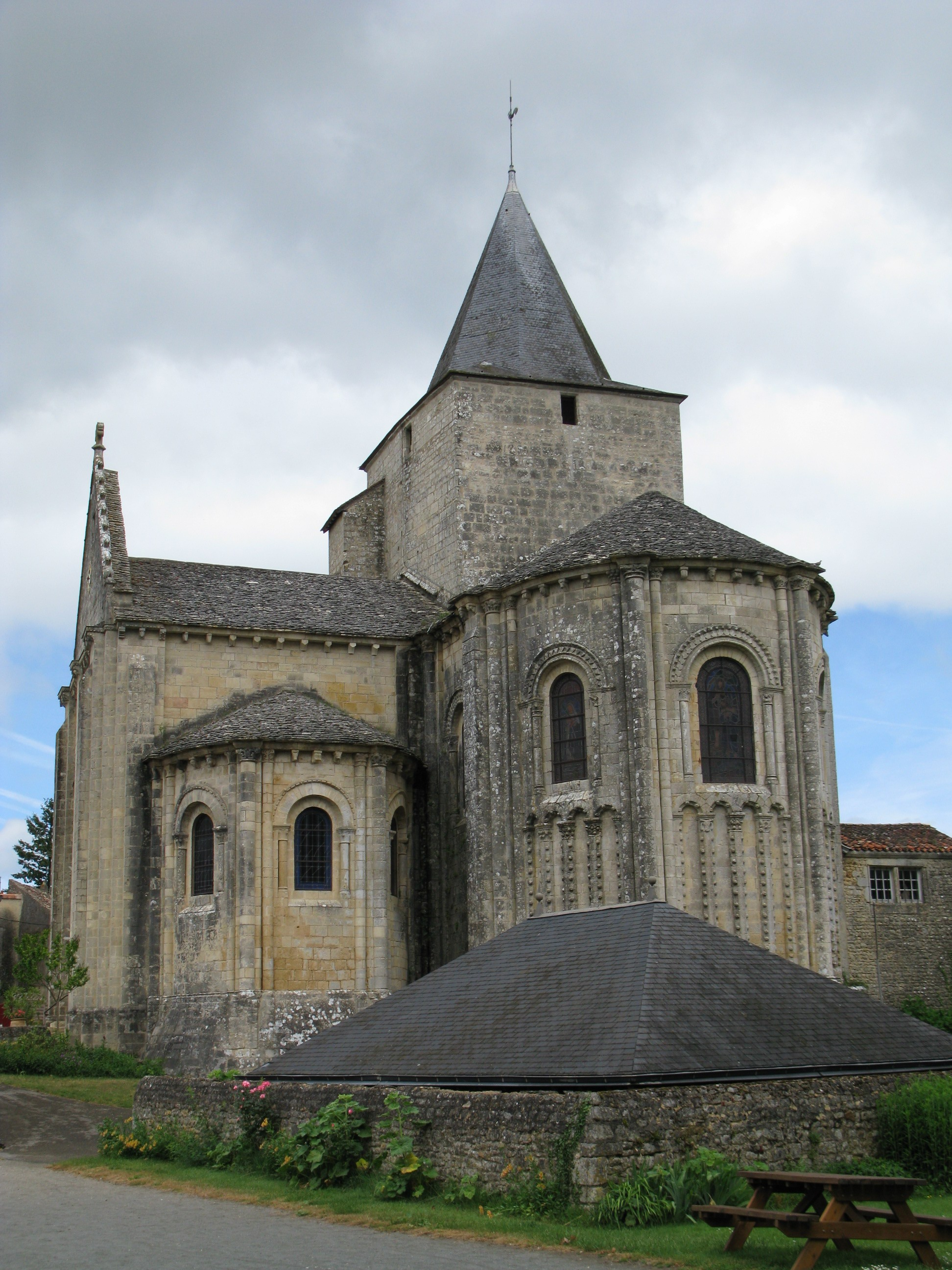
Kirche Saint-Jean-Baptiste

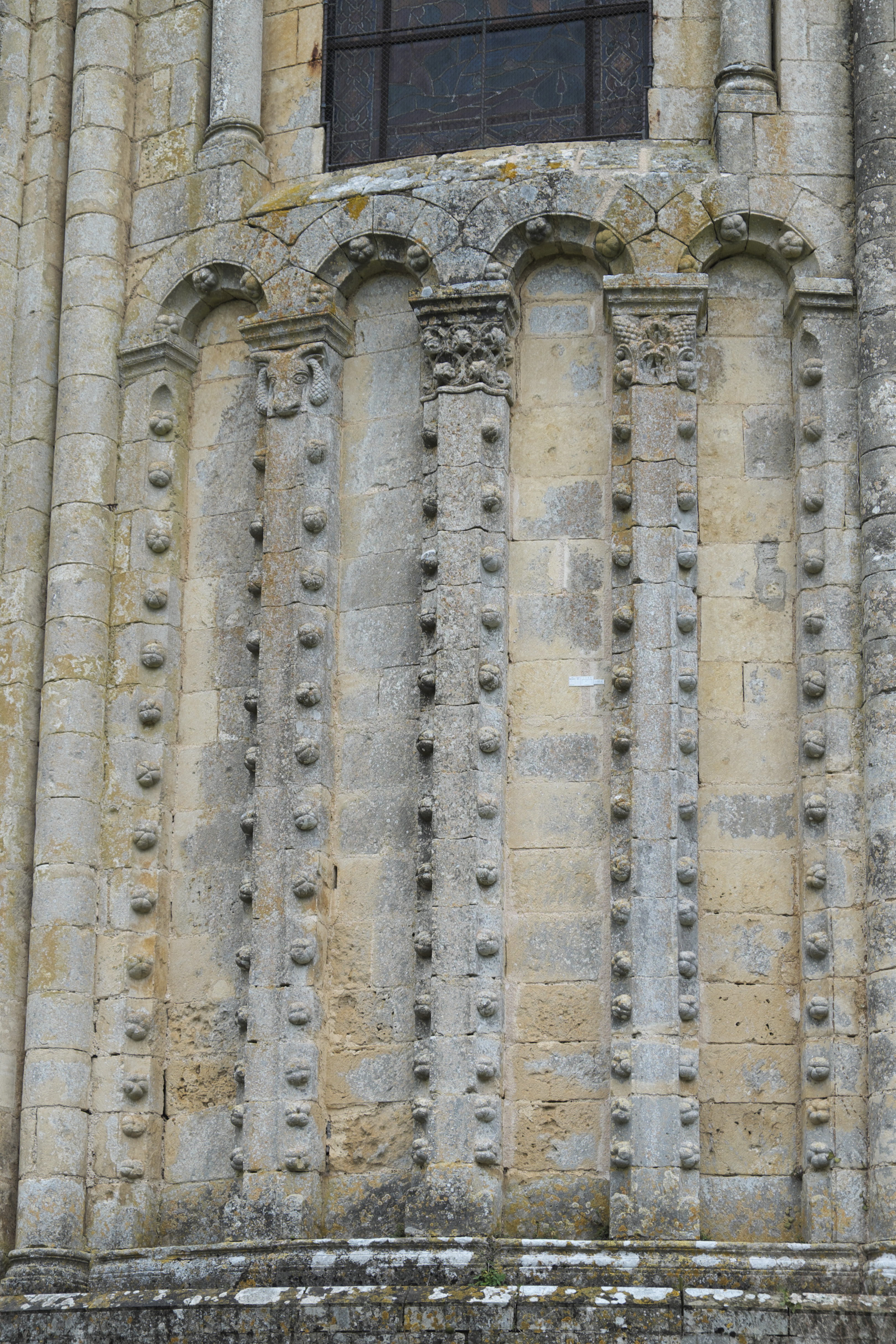
Blendarkaden an der Apsis

Die römisch-katholische Kirche Saint-Jean-Baptiste in Jazeneuil, einer Gemeinde im Département Vienne in der französischen Region Nouvelle-Aquitaine, wurde im 12. Jahrhundert im Stil der Romanik errichtet. Die am Ufer der Vonne gelegene Kirche trägt das Patrozinium Johannes des Täufers. Im Jahr 1883 wurde sie als Monument historique in die Liste der Baudenkmäler in Frankreich aufgenommen.

## Geschichte
Die Kirche von Jazeneuil war ursprünglich eine Prioratskirche der Benediktinerabtei von Saint-Maixent-l’École. Bereits im Jahr 681 wurde sie im Zusammenhang mit der Übertragung der Reliquien des heiligen Leodegar von Autun in die Kirche Saint-Léger in Saint-Maixent-l’École schriftlich erwähnt. Erst mit dem Neubau des 12. Jahrhunderts erhielt die Kirche ihr heutiges Patrozinium. Im 17. Jahrhundert wurde der nördliche Querhausarm, der als Verbindung zu den Klostergebäuden diente, abgerissen. Im 19. Jahrhundert wurden an der Stelle des ursprünglich einschiffigen Langhauses ein breites Mittelschiff und zwei schmale Seitenschiffe errichtet, die im Stil der romanischen Kirchen des Poitou eingewölbt wurden. In den Jahren 1843/44 wurde an der Nordseite des Chors die Sakristei angebaut. 

## Architektur

### Außenbau

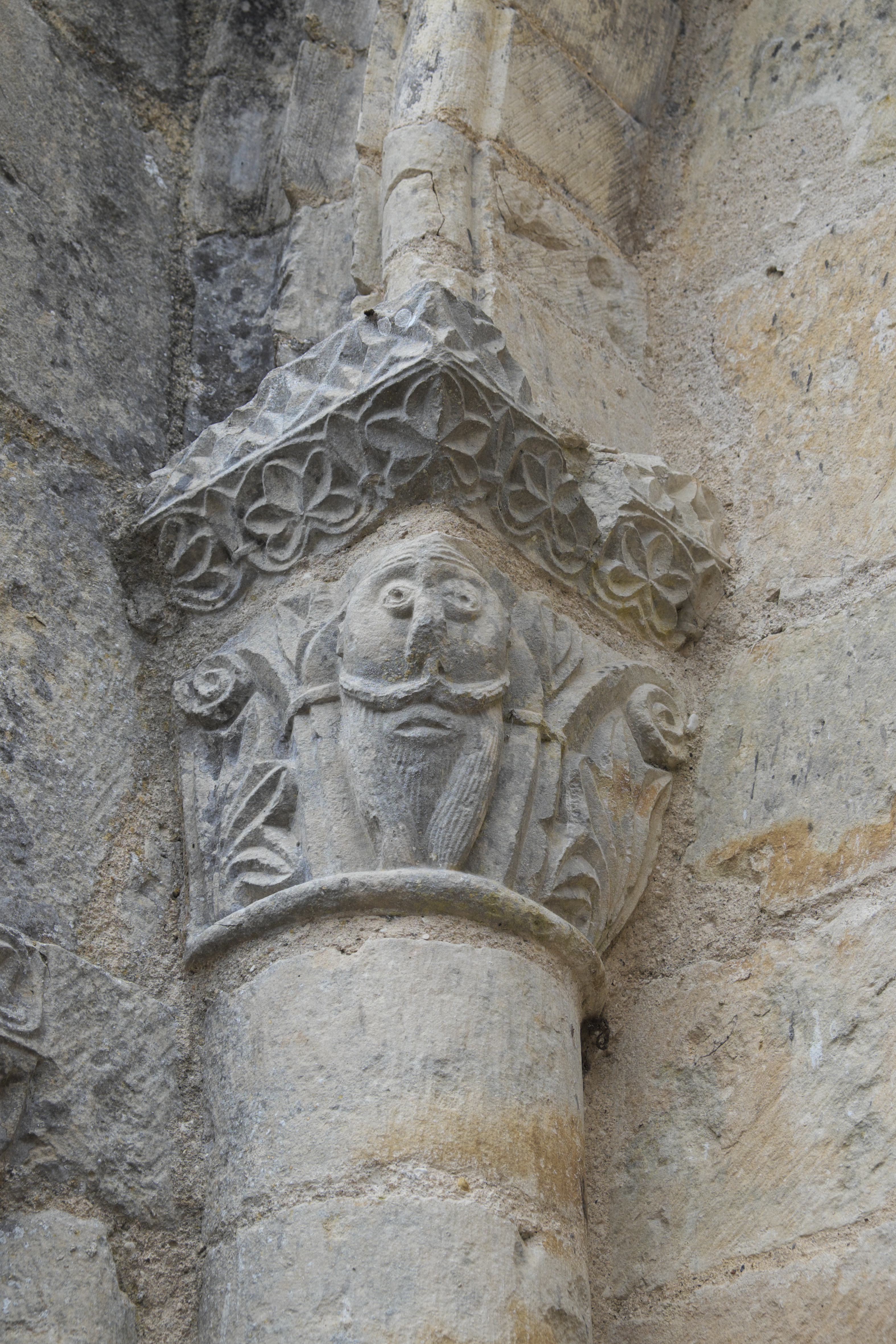
Kapitell an der Westfassade

Über der Vierung erhebt sich der gedrungene, quadratische Glockenturm, der mehrfach erneuert wurde. In der zweigeschossigen und durch Strebepfeiler gegliederten Apsis öffnen sich oben fünf von Archivolten und schlanken Säulen gerahmte Rundbogenfenster. Unter den mittleren drei Fenstern verläuft jeweils eine Reihe von vier hohen Blendarkaden, die auf Pilastern aufliegen, deren Kapitelle mit Blütenknospen, stilisierten Blättern und einem Stierkopf verziert sind. Die Arkadenbögen sind wie die Pilaster mit Knospen verziert. Die Kragsteine unter dem Dachansatz sind vor allem mit unterschiedlichen Tier- und Menschenköpfen skulptiert. Querhaus und Chor sind mit Kalksteinplatten gedeckt.

#### Westfassade

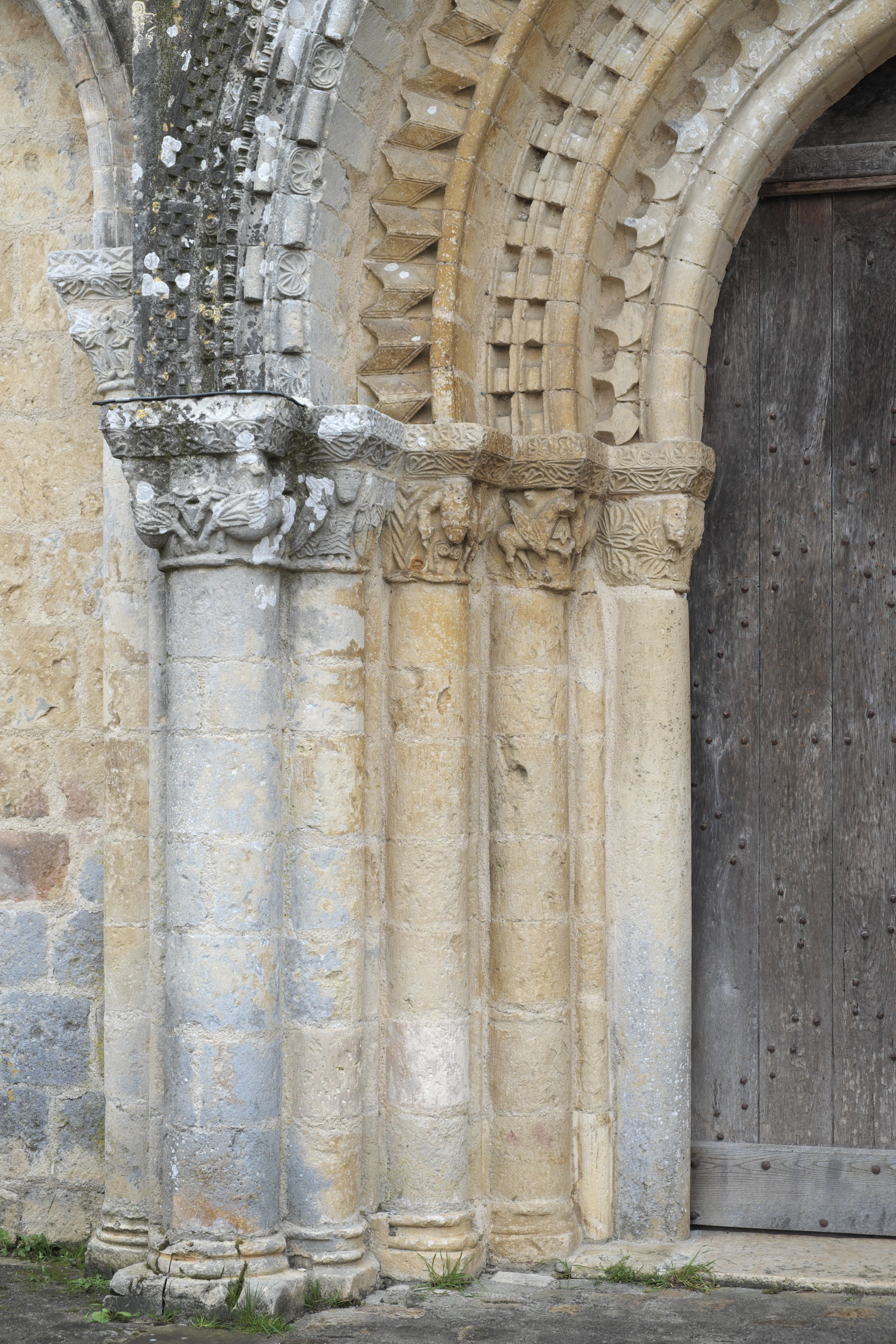
Gewände des Westportals

Die Westfassade wird auf beiden Seiten von Strebepfeilern begrenzt und ist in der Mitte von einem großen spitzbogigen Maßwerkfenster durchbrochen. Das Portal der Westfassade wird ins 12. Jahrhundert datiert. Es ist zwischen zwei Blendarkaden eingebettet und wird von zehn Säulen gerahmt, auf denen vier Archivolten aufliegen. Die Archivolten sind mit geometrischem Dekor versehen, auf den Kapitellen der Säulen ist neben Engeln, Greifen, menschlichen Köpfen, Blattwerk und geflügelten Vierbeinern eine Person zu erkennen, die als Symbol des Geizes einen gefüllten Beutel um den Hals gebunden hat, an dem der Teufel zieht.

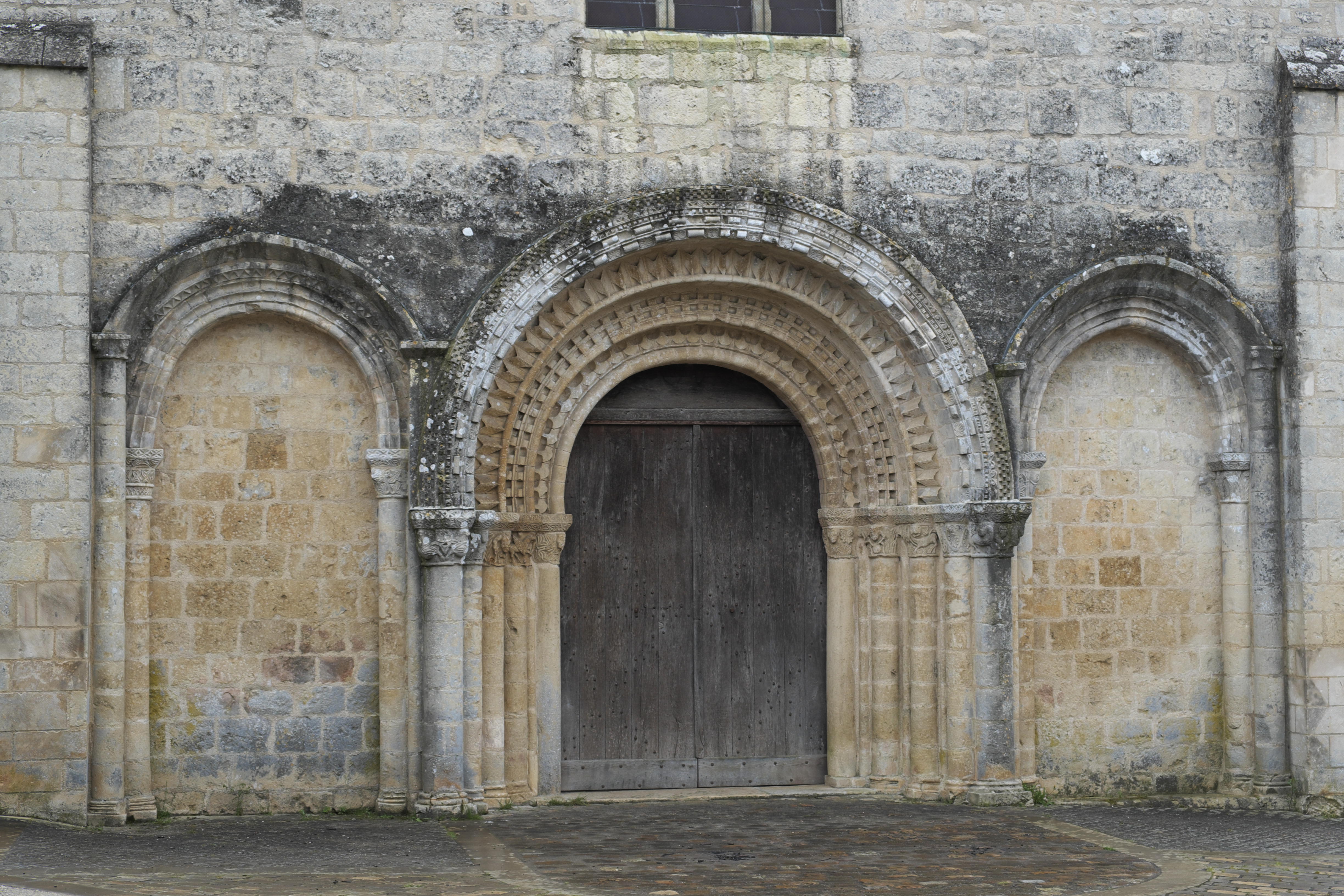
Westportal
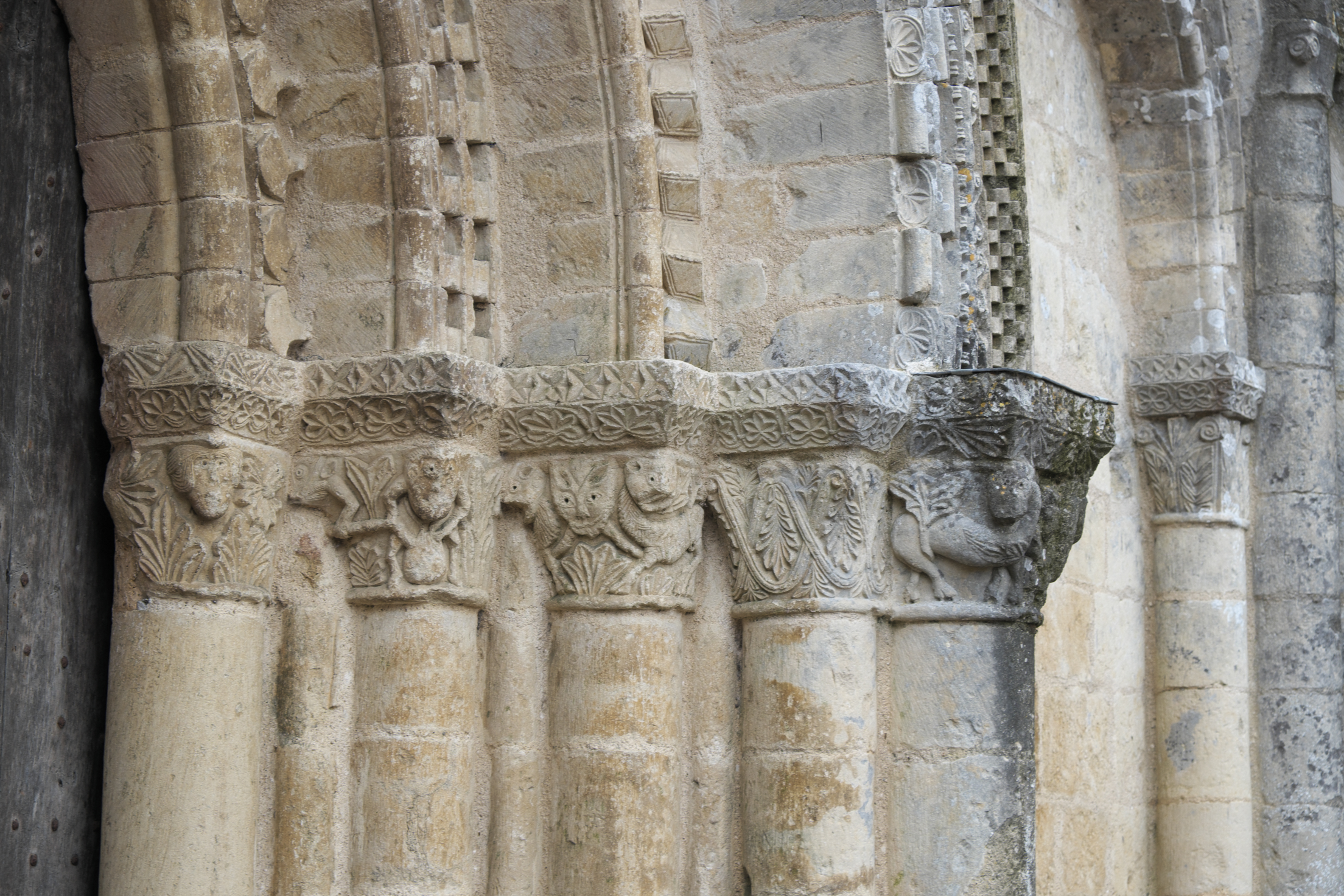
Kapitellzone des Westportals
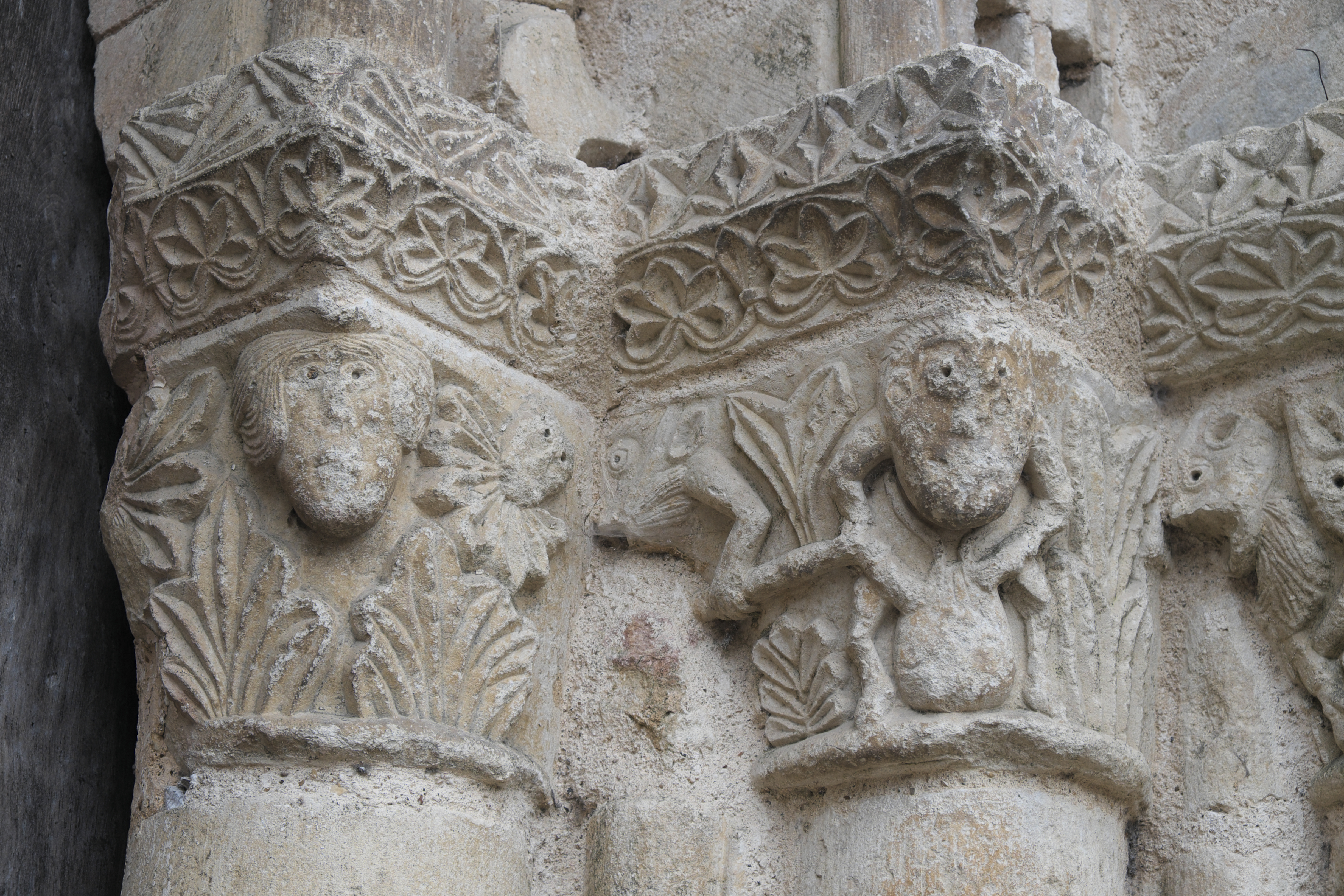
Kapitelle am Westportal

#### Nordportal

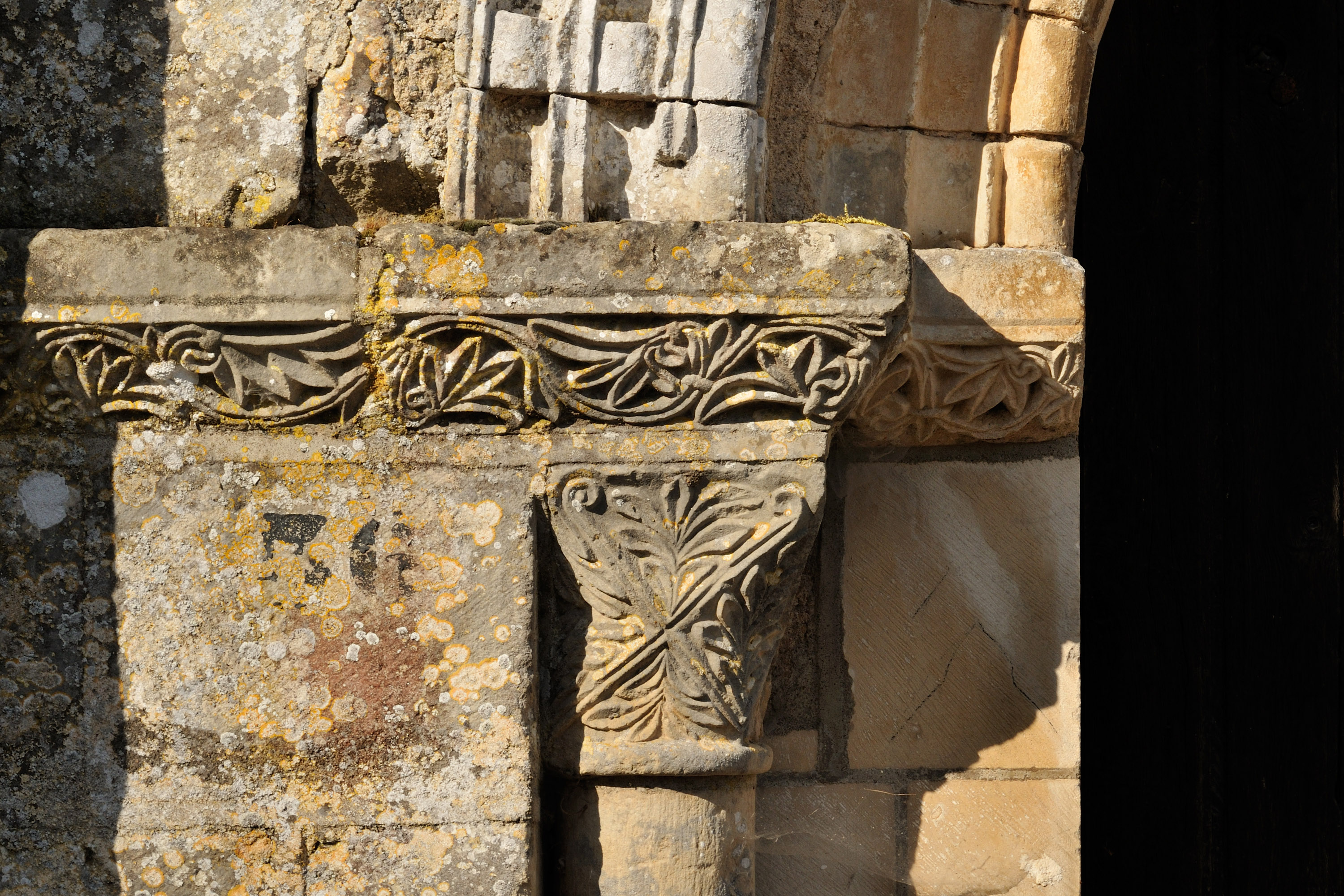
Kämpfer und Kapitell am Nordportal

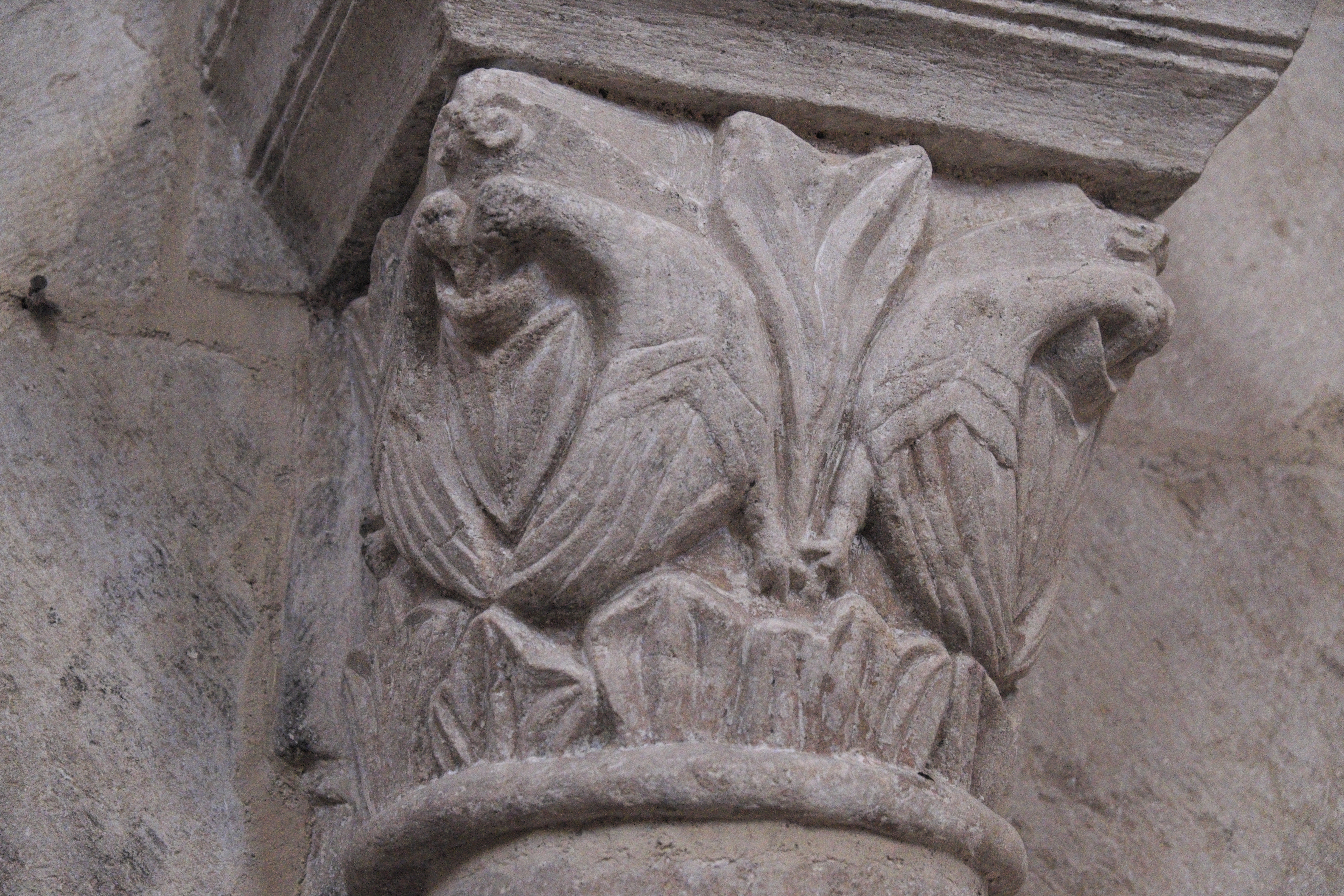
Kapitell im Innenraum

Das Portal an der Nordseite des Langhauses wird von zwei schlanken, mit Kapitellen verzierten Säulen und einer Archivolte mit geometrischen Motiven gerahmt. Auf dem linken Kapitell sind stilisierte Blätter zu sehen, auf dem rechten Kapitell ist ein Drache dargestellt. Die Kämpfer sind ebenfalls mit stilisiertem Blattwerk verziert.

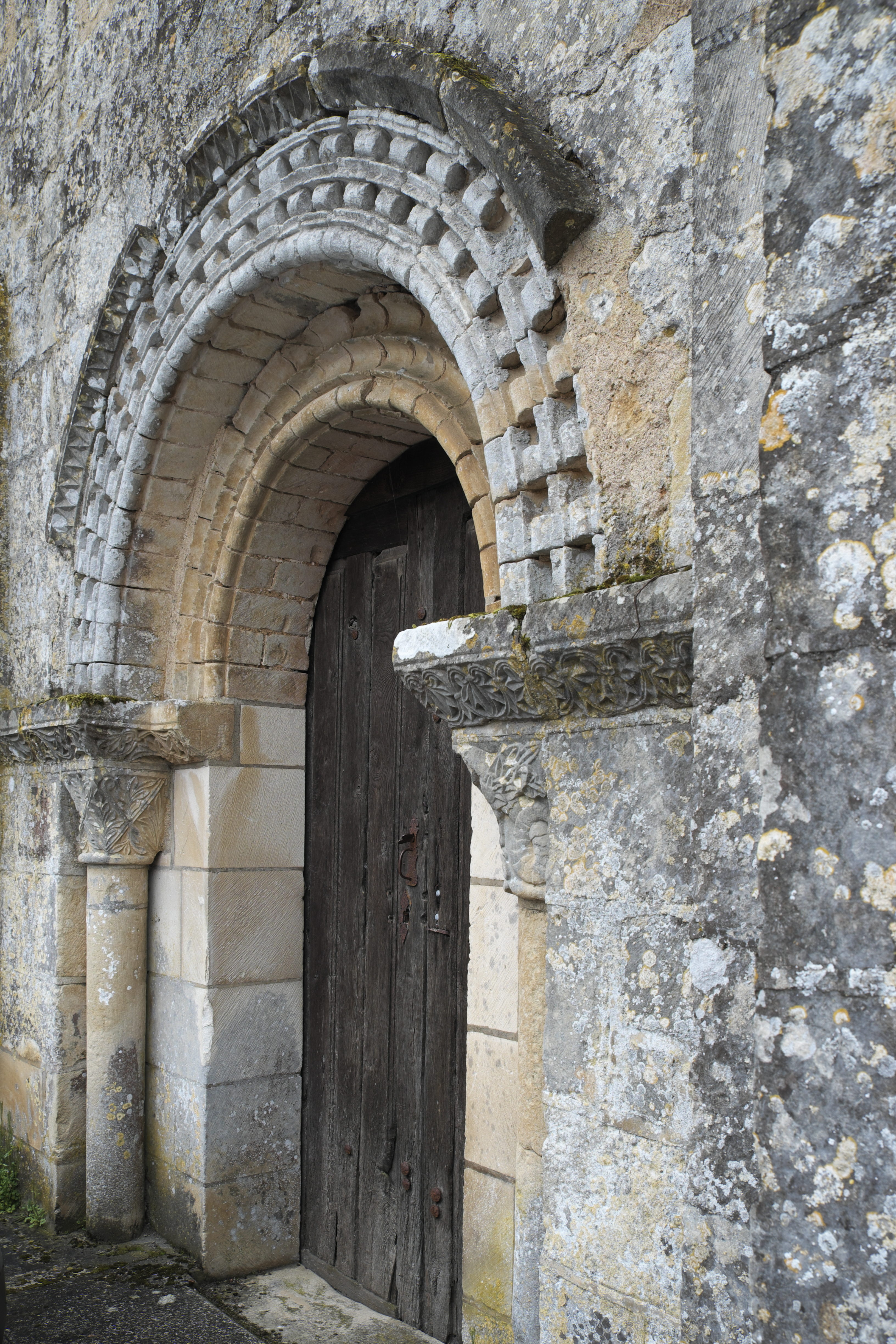
Nordportal
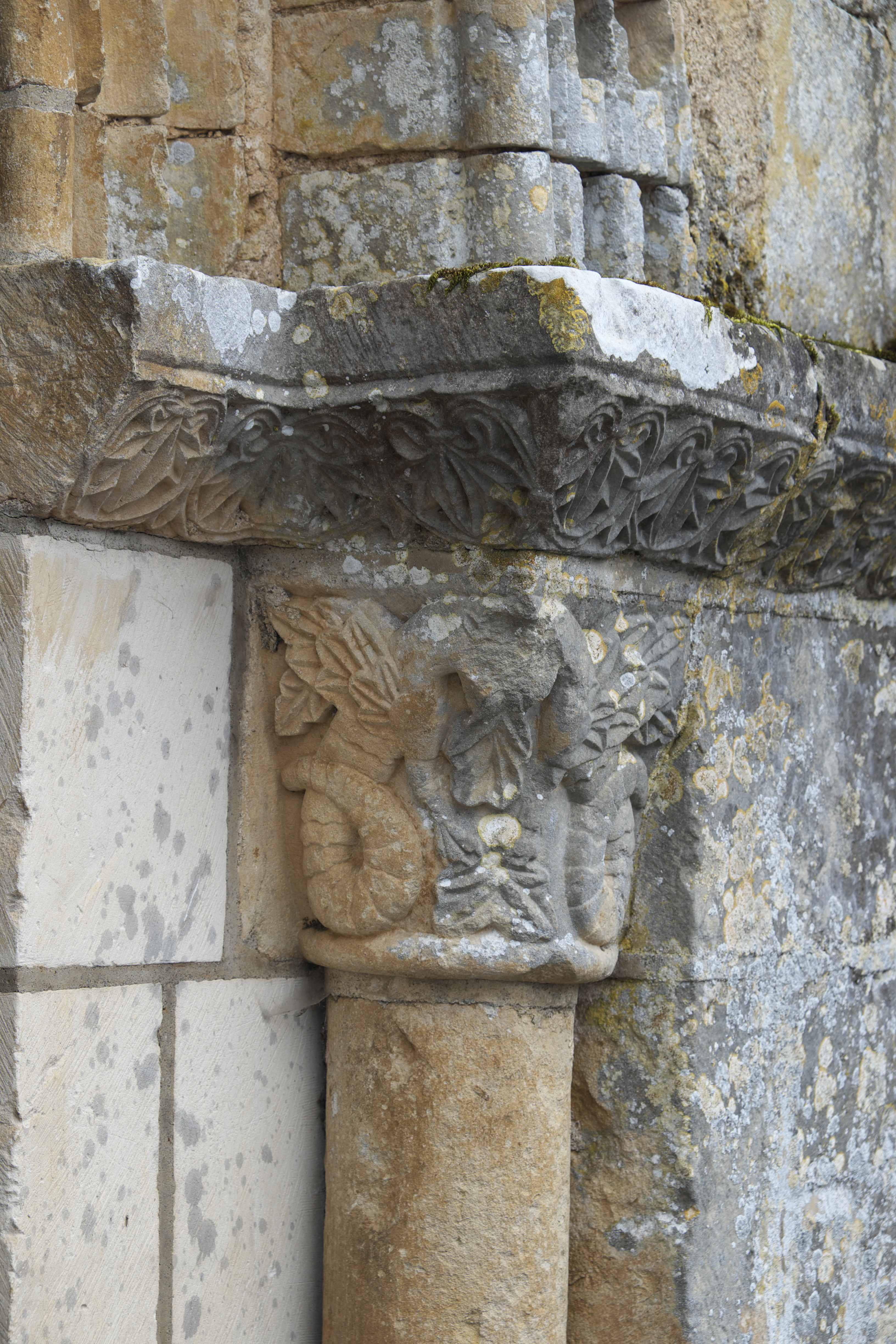
Kämpfer und Kapitell am Nordportal

### Innenraum

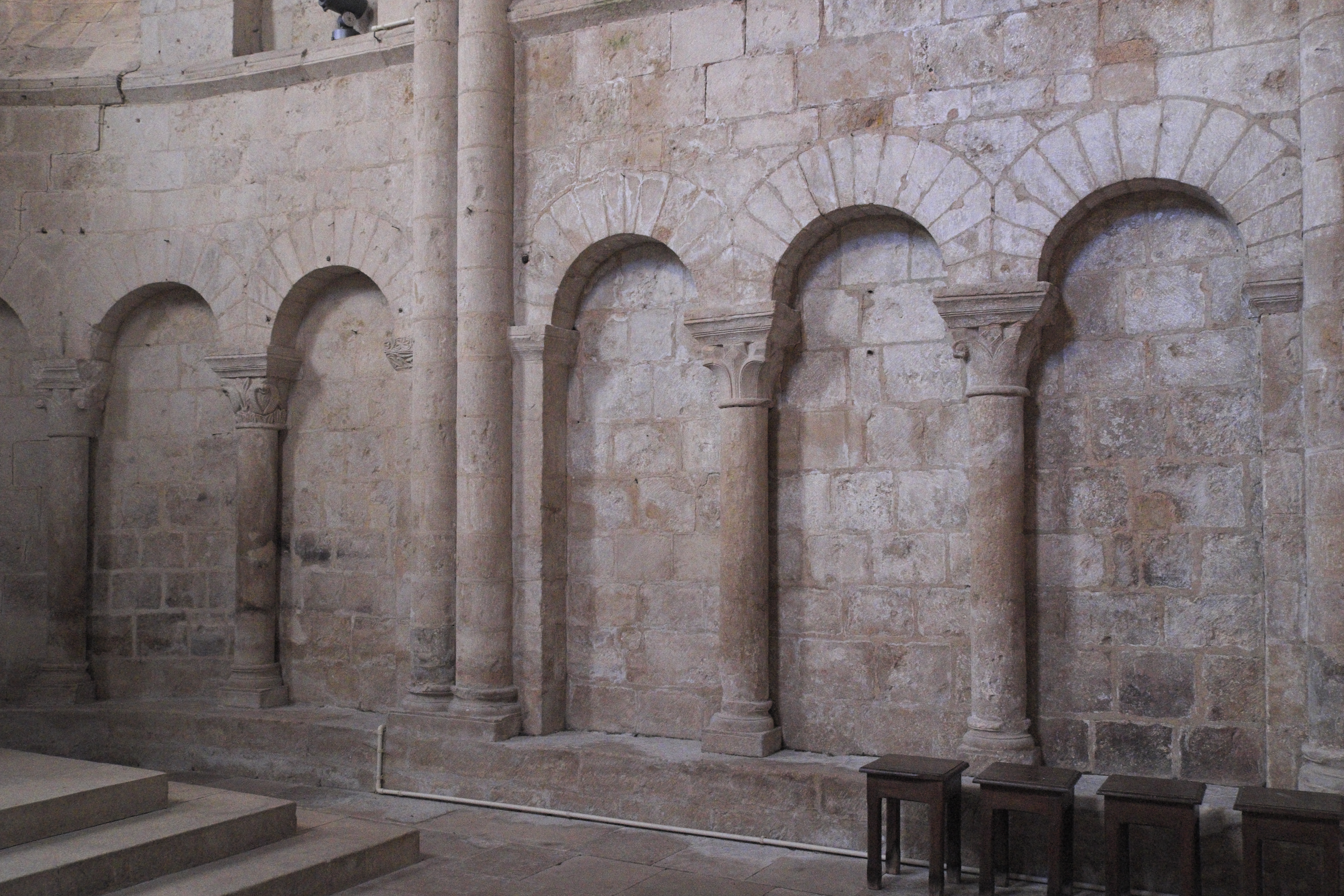
Blendarkaden im Chor

Das dreischiffige Langhaus ist in sechs Joche gegliedert. Die Vierung wird von einer Pendentifkuppel überspannt, das südliche Querhaus wird von einer Spitztonne gedeckt. Die beiden Joche des Chors besitzen Kreuzrippengewölbe, deren Rippen mit kräftigen Wülsten verstärkt sind. Auf dem Schaft einer Säule neben der Tür zur Sakristei ist die Jahreszahl 1164 eingemeißelt. Der Chor wird von fünf Rundbogenfenstern beleuchtet, darunter sind Blendarkaden in die Wand eingeschnitten, die auf je zwei Pilastern und zwei Mittelsäulen mit Kapitellen aufliegen.

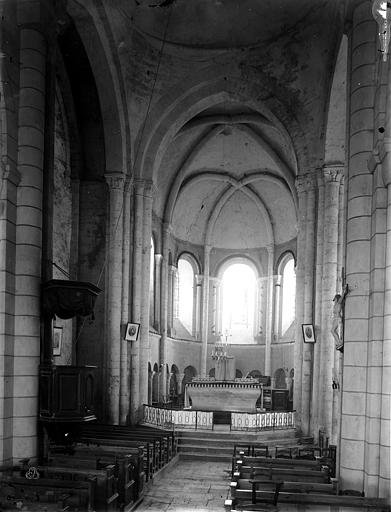
Chorgewölbe vom Beginn der Angevinischen Gotik
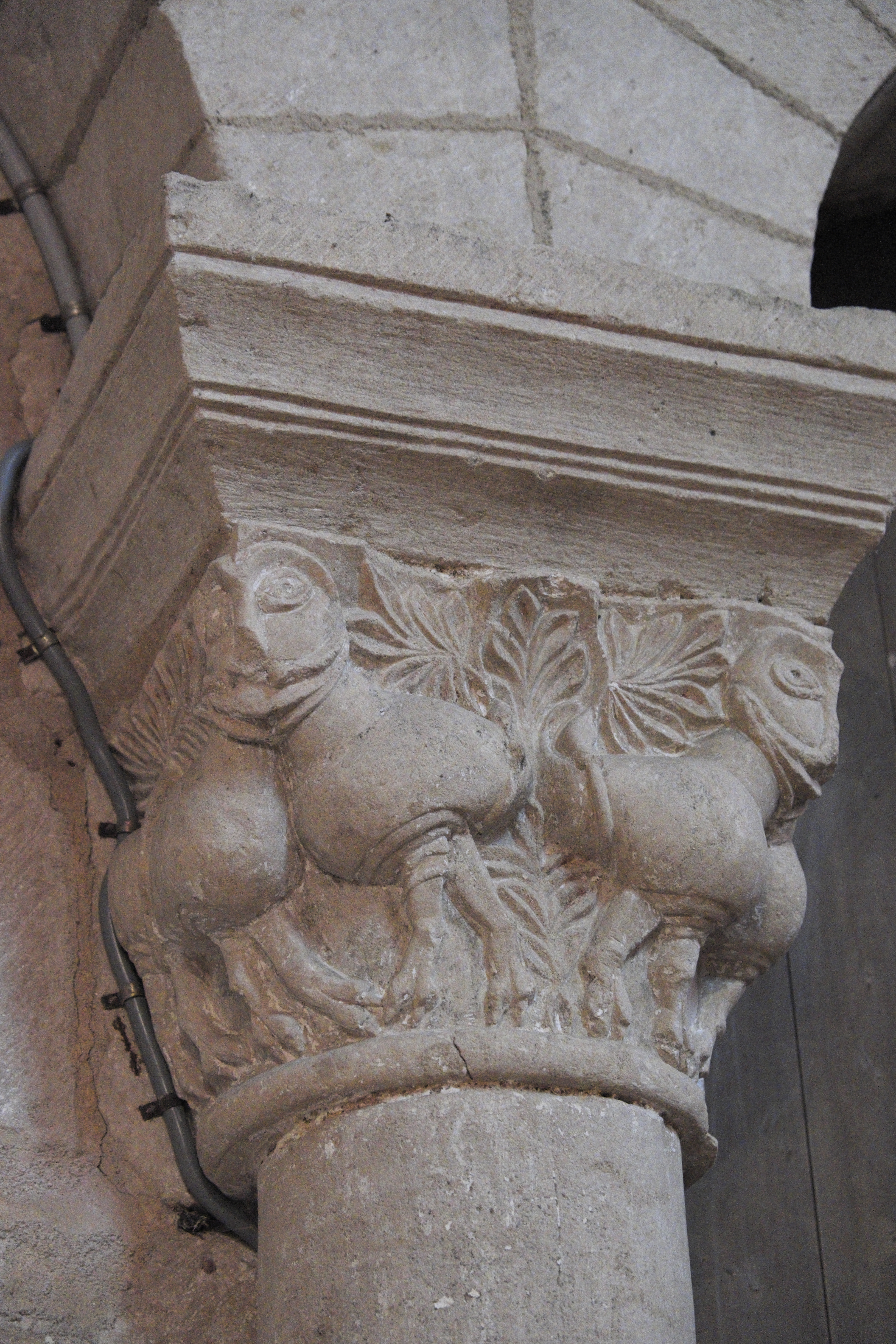
Kapitell
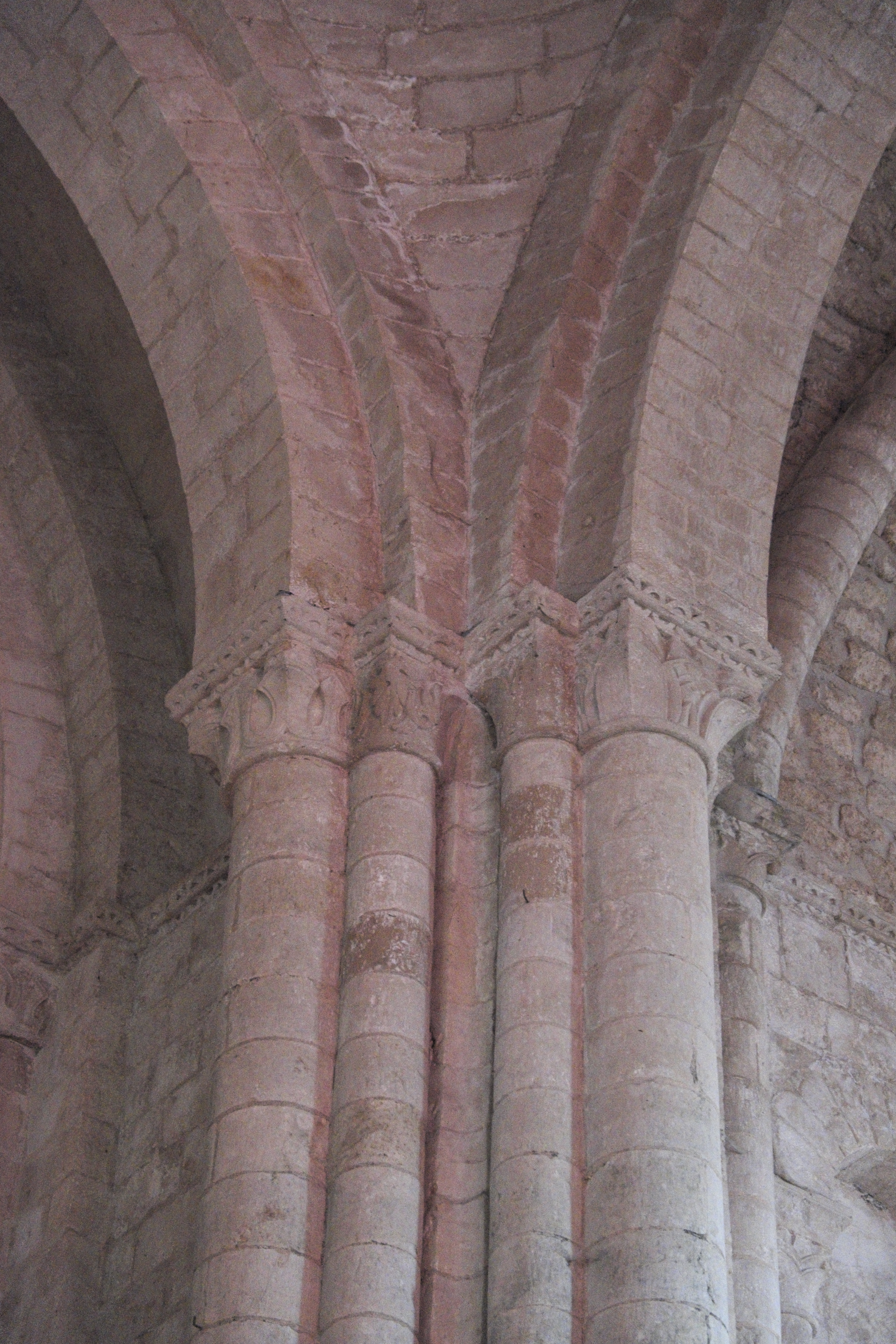
Säulen unter der Vierungskuppel

## Bleiglasfenster

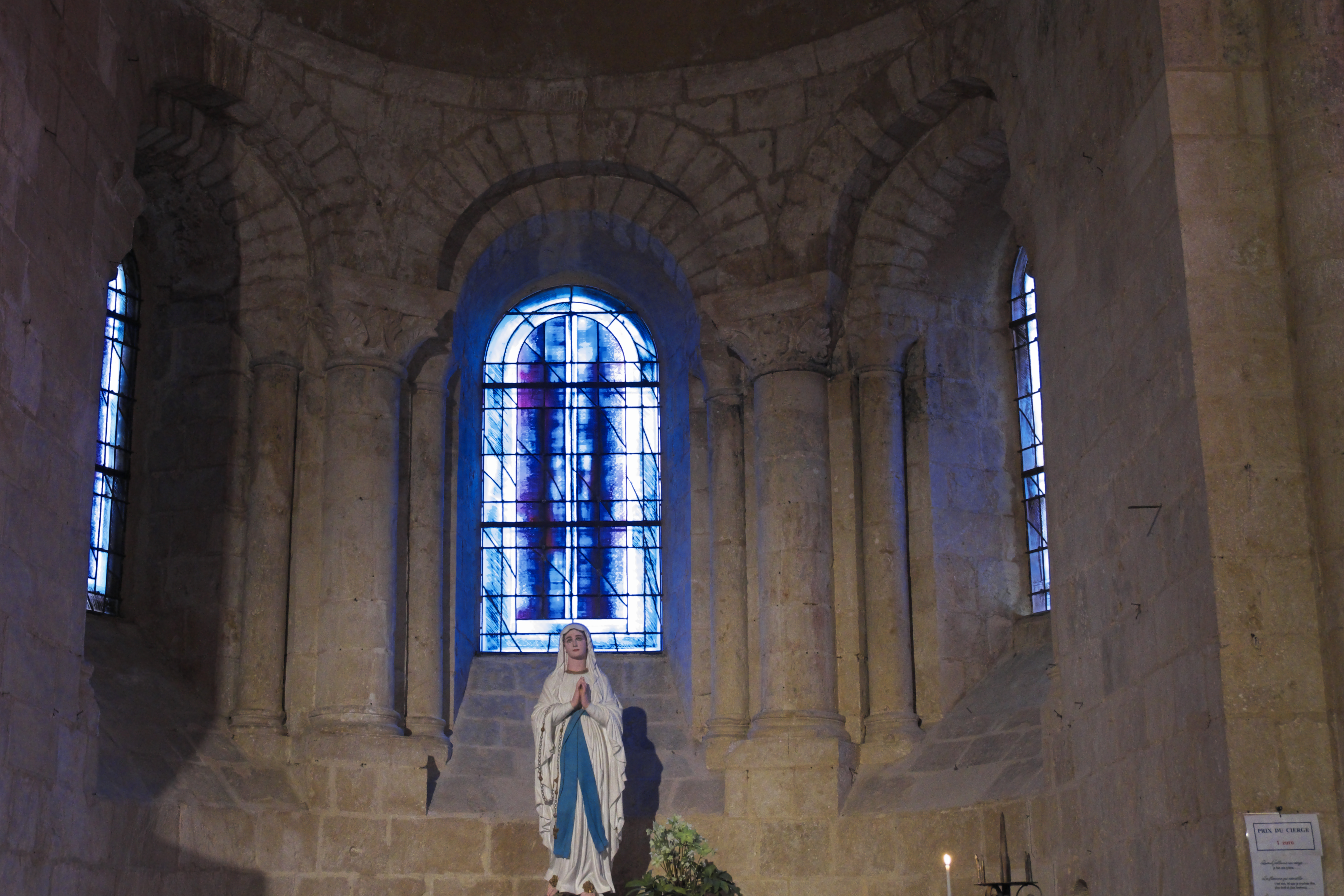
Chor mit modernen Fenstern

Das zentrale Bleiglasfenster im Chor stellt die Taufe Jesu dar. Es wurde 1869 von der Glasmalereiwerkstatt der Brüder Guérithault in Poitiers geschaffen. Die beiden anderen Fenster stellen den französischen König Ludwig den Heiligen mit der Dornenkrone und die heilige Alodia, die zu den Märtyrern von Córdoba gezählt wird, dar.
Das große gotische Fenster der Westfassade, das 1994 renoviert wurde, erhielt im Jahr 1999 eine von Thierry Gilhodez in Fusing-Technik geschaffene moderne Verglasung. 2005 wurden weitere Fenster der Glasmaler Michel Guevel und Jean-Jacques Fanjat in der Kirche eingebaut, die das Taufwasser zum Thema haben. Sie sollen den Bezug der Kirche zu ihrem Schutzpatron Johannes dem Täufer verdeutlichen und auf die Quelle unter dem Chor verweisen, die den Brunnen Saint-Macou und das Waschhaus neben der Kirche speist.

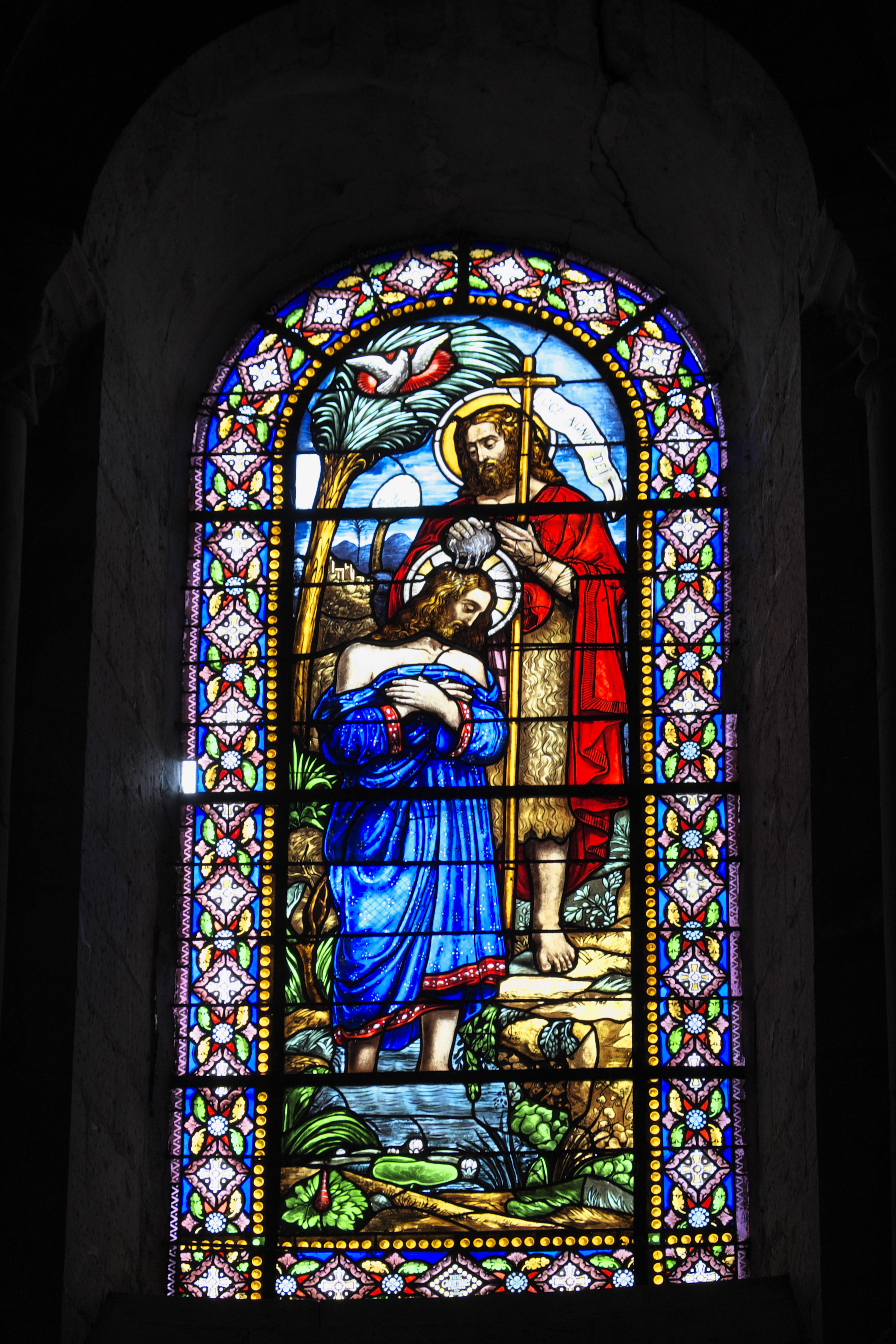
Taufe Jesu
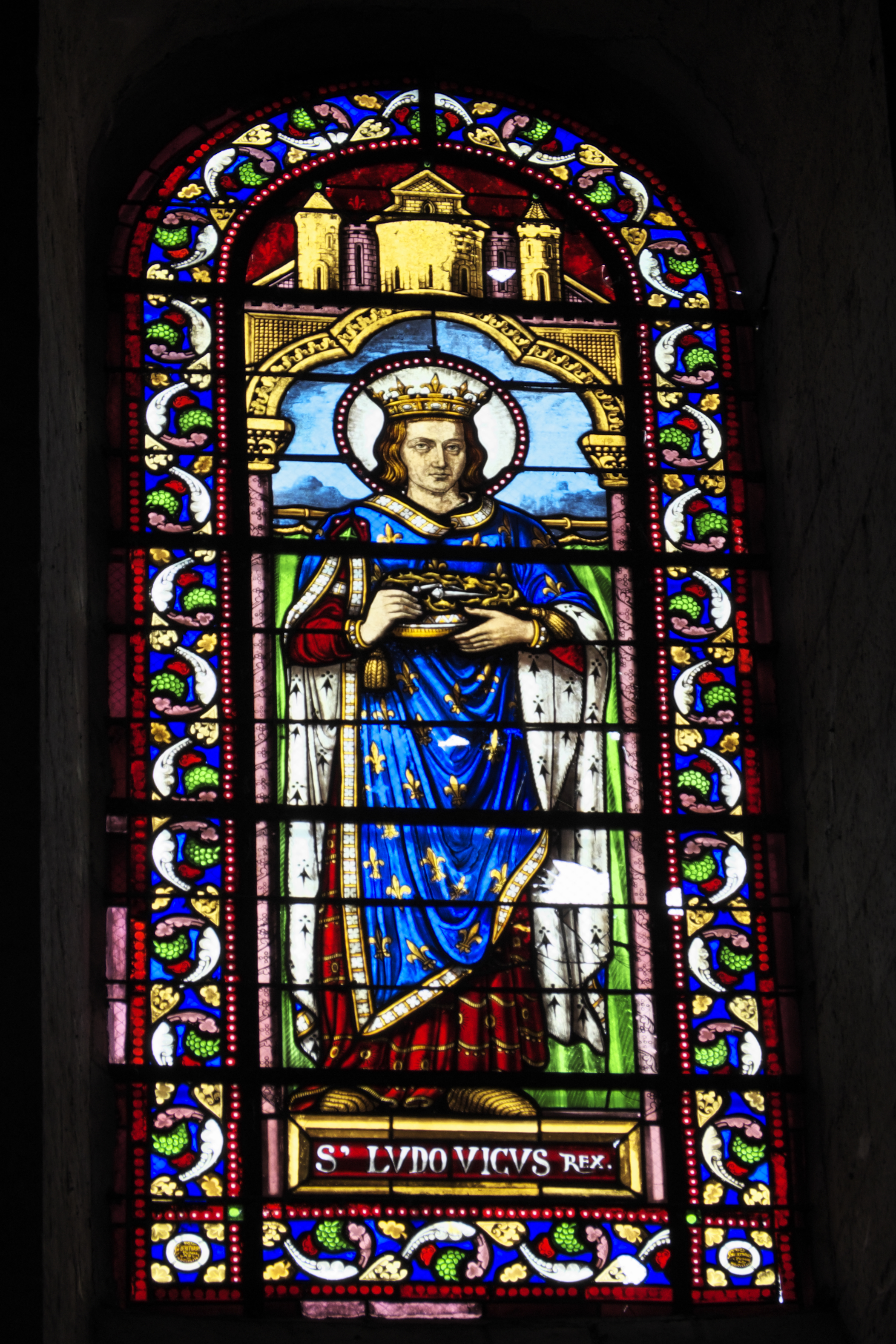
Ludwig der Heilige
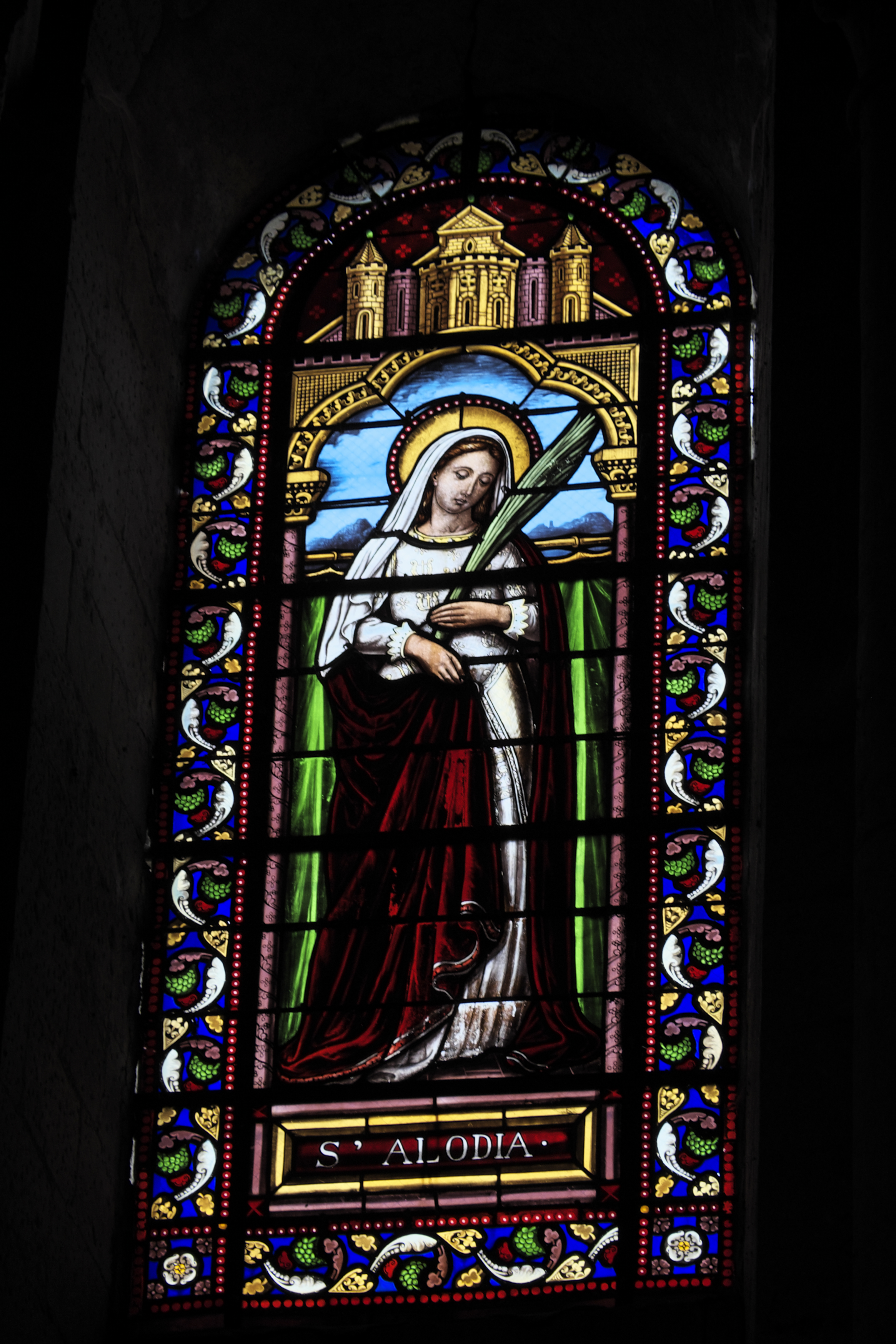
Heilige Alodia